# Sofija Stepanowna Schtscherbatowa

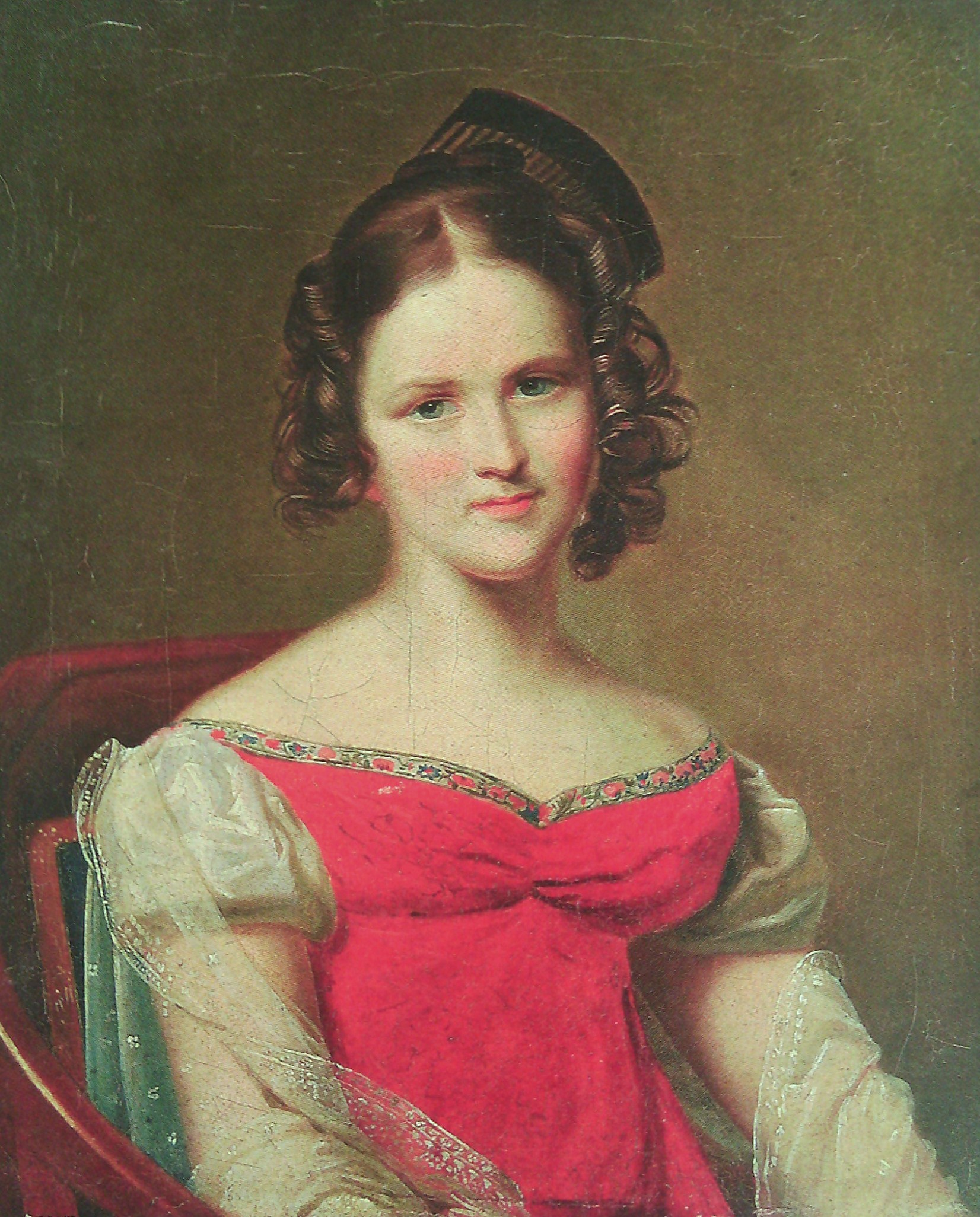
Sofija Stepanowna Schtscherbatowa (Firmin Massot, 1810er Jahre)

Sofija Stepanowna Schtscherbatowa, geboren Sofija Stepanowna Apraxina, (russisch София Степановна Щербатова; * 1798 in Moskau; † 22. Januarjul. / 3. Februar 1885greg. ebenda) war eine russische Hofdame, Philanthropin und Mäzenin.

## Leben
Sofija Stepanowna war die Tochter des Generals der Kavallerie Stepan Stepanowitsch Apraxin, der ein Patenkind Katharinas II. war, und Enkelin des Feldmarschalls Stepan Fjodorowitsch Apraxin. Ihre Mutter war die Hofdame Jekaterina Wladimirowna Apraxina geborene Golizyna, Tochter des Fürsten Wladimir Borissowitsch Golizyn. Sie wuchs zusammen mit ihrer Schwester Natalija auf Schloss Olgowo der Apraxins auf (80 km nördlich von Moskau). Es war ein offenes Haus für ganz Moskau. Es gab dort ein eigenes Theater, Schauspieler, Musiker, Bälle, Feuerwerke und Jagden. Häufige Gäste waren der junge Alexander Sergejewitsch Puschkin, dessen Onkel Wassili Lwowitsch Puschkin, Pjotr Andrejewitsch Wjasemski und andere Kunstliebhaber. Die beiden Töchter wurden in Sprachen, Literatur, Musik und Kunst unterrichtet. Sofija Stepanowna begeisterte sich für die Malerei und zeichnete Landschaften. Sie las viel von Platon und Seneca bis zu Erzählungen und Romanen.
Im Januar 1817 heiratete Sofija Stepanowna in St. Petersburg den 22 Jahre älteren verwitweten General der Infanterie Fürst Alexei Grigorjewitsch Schtscherbatow in der Isaakskathedrale. Trauzeugen waren Graf W. W. Tolstoi und Jakow Fjodorowitsch Skarjatin für den Bräutigam und Fürst Wladimir Dmitrijewitsch Golizyn und Stepan Alexandrowitsch Talysin für die Braut. Das Paar reiste zunächst einige Jahre in Europa und ließ sich dann in St. Petersburg nieder. Die Sommer verbrachten sie auf Schloss Litwinowo der Schtscherbatows im Rajon Naro-Fominsk. Ihre Kinder Jekaterina (1818–1869, Ehemann Illarion Illarionowitsch Wassiltschikow), Natalja (1819–1826), Grigori (1819–1881), Olga (1823–1879, Ehemann S. F. Golizyn), Boris (1824–1826), Wladimir (1826–1888) und Alexander (1829–1902) erzog sie selbst ohne Einschaltung einer Gouvernante, erstellte einen Lehrplan, stellte die besten Lehrer ein und wohnte fast täglich dem Unterricht bei.
1843 wurde Fürst Schtscherbatow Militärgeneralgouverneur in Moskau, so dass die Familie nun in Moskau lebte. Ihr Haus war lange Zeit das Zentrum der alten Hauptstadt. Fürstin Schtscherbatowa organisierte große Empfänge und nutzte ihre Stellung und ihren Einfluss in der Gesellschaft für wohltätige Zwecke. 1844 gründete sie die Armenfürsorge-Gesellschaft der Damen, um denen zu helfen, die sich scheuen, um Hilfe zu bitten. Sie blieb deren Präsidentin bis 1876. 1847 wurden beim Nowospasski-Kloster ein Armenhaus, ein Krankenhaus, ein Kinderheim und eine Kirche gebaut, die alle Schtscherbatowas Namen tragen.
Nach dem Tode ihres Mannes 1848 teilte Schtscherbatowa dem Kaiser Nikolaus I. mit, dass sie die erhaltene Geldsumme für die Leistungen ihres verstorbenen Mannes ihrer Gesellschaft übergeben habe. Während der Choleraepidemie 1848 in Moskau organisierte sie zusammen mit dem Arzt Friedrich Joseph Haass die Nikolskoje-Gemeinschaft zur Hilfeleistung für Bedürftige. Schwestern dieser Gemeinschaft setzten ihre Tätigkeit während des Krimkrieges fort.
Schtscherbatowa stiftete in Moskau Kinderheime, Armenhäuser für Alte und Häuser für Obdachlose. Sie sorgte für die Wiederbelebung der Tätigkeit der Gefängniskomitees. Dank der Initiative Schtscherbatowas wurde auf Betreiben der Armenfürsorge-Gesellschaft der Damen 1865 von dem Ingenieur Christian Christianowitsch Meien mit Mitteln des Eisenbahnunternehmers Pjotr Ionowitsch Gubonin die Technische Komissarow-Schule für die Ausbildung von Kindern armer Eltern und Waisenkindern zu Handwerkern eröffnet. Bis ins hohe Alter leitete Schtscherbatowa persönlich die von ihr gegründeten bzw. organisierten karitativen Einrichtungen. Als ihr das nicht mehr möglich war, sorgte sie für die verantwortungsvolle Weiterführung ihrer Arbeit, die sie weiter beratend beobachtete.
Schtscherbatowa war Hofdame, Staatsdame und Kawalerstwennaja Dama des Ordens der Heiligen Katharina II. Klasse (seit 1824).
Schtscherbatowa verfasste eine Woche vor ihrem Tod eigenhändig ihr Testament, wobei sie niemanden aus ihrer Umgebung vergaß. Sie wurde auf dem Friedhof des Donskoi-Klosters neben ihrem Mann begraben. Drei Monate nach ihrem Tod übergab ihr Sohn Fürst Alexander Alexejewitsch Schtscherbatow den Besitz seiner Mutter an der Moskauer Sadowaja-Kudrinskaja Uliza dem Moskauer Vormundschaftsrat für den Bau eines Kinderkrankenhauses, das 1897 eröffnet wurde (heute Städtische Filatow-Kinderklinik Nr. 13).